# Helmut Ringelmann
Helmut Ringelmann, né le 4 septembre 1926 à Munich et mort à Grünwald le 20 février 2011, est un producteur allemand de cinéma et de télévision.

## Biographie et carrière
Après avoir terminé ses études secondaires à Francfort-sur-le-Main, Helmut Ringelmann entame sa formation d’acteur auprès de Martin Held. En 1949, il devient assistant réalisateur de Heinz Hilpert.
Au début des années 1960, il commence à développer et à produire des séries pour ZDF, par exemple : Das Kriminalmuseum et Die fünfte Kolonne. En 1967, il fonde sa société de production Neue Münchner Fernsehproduktion et plus tard Telenova.
Ses séries policières comme producteur incluent Der Kommissar avec Erik Ode (1968-1976), Derrick avec Horst Tappert (1974-1998) et dès 1977 Le Renard (initialement avec Siegfried Lowitz, plus tard avec Rolf Schimpf, puis avec Walter Kreye).
De 1986 jusqu'à sa mort, il était marié à l'actrice Evelyn Opela ,.

## Filmographie comme producteur
- 1963–1968 : Die fünfte Kolonne (23 épisodes)
- 1963–1970 : Das Kriminalmuseum (40 épisodes)
- 1965 : Oberst Wennerström (avec Paul Hoffmann, Hans Caninenberg, Martin Benrath, réalisation : Helmuth Ashley)
- 1967 : Der Tod läuft hinterher (téléfilm avec Joachim Fuchsberger, scénario : Herbert Reinecker, réalisation : Wolfgang Becker)
- 1968 : Babeck (avec Helmuth Lohner, scénario : Herbert Reinecker, réalisation : Wolfgang Becker)
- 1968-1976 : Der Kommissar (97 épisodes, avec Erik Ode)
- 1969 : 11 Uhr 20 (avec Joachim Fuchsberger, scénario : Herbert Reinecker, réalisation : Wolfgang Becker)
- 1970 : Hotel Royal (scénario : Maria Matray, Answald Krüger)
- 1971 : Die Nacht von Lissabon (téléfilm, d’après le roman d’Erich Maria Remarque La Nuit de Lisbonne, réalisation : Zbyněk Brynych)
- 1973 : Die Tausender-Reportage (réalisation : Michael Braun)
- 1973-1997 : Derrick (281 épisodes, avec Horst Tappert, scénario : Herbert Reinecker)
- 1976-2011 : Le Renard (100 épisodes avec Siegfried Lowitz, 222 épisodes avec Rolf Schimpf, 34 épisodes avec Walter Kreye, le dernier épisode produit par Ringelman est le 356)
- 1977-1989 : Polizeiinspektion 1 (130 épisodes, avec Walter Sedlmayr)
- 1982 : Tiefe Wasser (Peter Bongartz d’après le roman de Patricia Highsmith Eaux profondes, réalisation : Franz Peter Wirth)
- 1982-1984 : Unsere schönsten Jahre (12 épisodes, avec Uschi Glas)
- 1986 : Wer erschoß Boro? (3 parties, avec Ernst Schröder, réalisation : Alfred Weidenmann, scénario : Herbert Reinecker)
- 1988 : Eichbergers besondere Fälle (13 épisodes, avec Walter Sedlmayr, réalisation : Günter Gräwert, Theodor Grädler)
- 1995-1996 : Der Mann ohne Schatten (14 épisodes, avec Evelyn Opela)
- 1998–2007 : Siska (91 épisodes, avec Peter Kremer, puis Wolfgang Maria Bauer)

## Distinctions[3]
- 1971, 1973, 1975 : Bambi, catégorie meilleure série pour Der Kommissar
- 1988 : Goldene Kamera, catégorie meilleure producteur de série
- 1989 : Bayerischer Fernsehpreis (prix de la télévision bavaroise, prix honorifique)
- 1997 : prix Telestar (allemand) pour l’ensemble de son œuvre
- Ordre du Mérite de la République fédérale d'Allemagne, classe 1
- Ordre bavarois du Mérite